# Salvador Nazzar Nazzar
Salvador Nazzar Nazzar (Magangué, Colombia, 20 de abril de 1927, más conocido como El diablo del taco) es un escritor, periodista y deportista colombiano de ascendencia libanesa considerado como uno de los más grandes a nivel nacional e internacional en su disciplina, el billar carambola libre. Recibió el certificado del récord de billar carambola libre a nivel nacional, por la Federación Colombiana de Billar.

## Biografía

### Nacimiento
Salvador Nazzar Nazzar vio por primera vez la luz el 20 de abril de 1927 en el hermoso puerto fluvial de Magangué (Colombia) a orillas del Río Magdalena, hijo del inmigrante libanés don Nicolás Nazzar, quien llegara a estos lares en el 1908 por sugerencia de su tío Jorge Raad y su esposa Nazzar de Raad. Nicolás Nazzar se radicó en este agraciado lugar en el 1908. Para finales del año 1925 llega por estos parajes con motivo de paseo y distracción una hermosa mujer llamada Yamile Nazzar, también de origen libanés, y se hospeda en casa de un tío, quien era nadie menos que don Jorge Raad. Como caso fortuito del destino -o planes estratégicos del soberano Dios-, Yamile se conoce con su primo Nicolás, el cual ya laboraba, haciendo honor a su raza en las faenas mercantiles. En este acontecer se enamoraron y deciden por amor y unión de familia contraer nupcias en 1926, conformando un hogar que tiene una descendencia así: Salvador, el mayor, personaje singular que estimula esta pequeña reseña; Teresa, Berta, Nule, Farid, Jorge, Alfonso, Elena y Nadih.

### Educación
Salvador inicia sus estudios de primaria en el 1936 en su natal Magangué, en [Liceo Manuel Atención Ordóñez y posteriormente en el colegio Joaquín f. Meza. En el 1941 se traslada a la vecina población de Mompox, donde continuaría los estudios secundarios en el Colegio Pinillos, plantel en el que se adelantaba al estudiante a nutrir y fortalecer no solo el cuerpo, sino también su espíritu en diversas disciplinas deportivas como fútbol, béisbol, baloncesto, atletismo, ajedrez, boxeo y Billar. En esta última disciplina Salvador demostró toda una pasión y talento innato para calcular con alta precisión jugadas maestras, que lo colocarían en sitios de honor solo obtenidos por muy pocos. Las prácticas eran de carácter estoico por una hora diaria en cualquiera de las asignaturas escogidas por los pupilos, y así, obtiene el título de bachiller.
Ahora, con su cartón de graduado debajo de su diestra, Salvador se desplaza a la heroica Cartagena de indias para alcanzar un anhelo: ser profesional: en busca de esa meta se incorpora en el célebre Centro Educativo Escolombia del Doctor Luis E. Delgado Paniza. El Escolombia era conocido en ese entonces como ente de suma importancia en todo lo relacionado en la parte comercial en el 15 de diciembre del 1948 en el bello teatro Heredia recibió su diploma de contador general.

### Familia
El futuro autor de esta obra regresa a la tierra que lo vio nacer y empieza a desempeñarse como contador en Casas Comerciales. Más tarde conocería a la que sería su futura esposa, Oliva Caballero, dama oriunda de Convención de (Norte de Santander). Se casaron el 12 de noviembre del 1949. La familia comienza a crecer, con Salvador Nazzar (Neurocirujano), Jorge Elias (Obstetricia y ginecología), Edith Marina (Secretaría Comercial), Ferdinando (médico general), Oliva (Anestesista y especialista en medicina paliativa y manejo de dolor crónico), Laureano (Enfermero superior), Yamile (Comunicadora social), Nicolas (Comercio Exterior). En 1955 Salvador publica, en su nativa Magangué, ‘Tabla simplificada para Liquidación de Arroz’, su primera inspirada en los usos y atropellos a los que era sometido el pobre agricultor del apetecido cereal. El libro obtuvo un éxito rotundo en Magangué y sus alrededores, por ser un producto de benéfico hacia al pueblo.
El 20 de octubre del 1961 Salvador se trasladaba con su familia hacia Barranquilla. Se instala de una manera definitiva en esta ciudad con el solo propósito de darles educación a sus hijos. En pocos meses se dio a conocer como representante de Ventas con afamadas empresas, a los cuales viajó y trasegó a lo largo y ancho del territorio nacional, labor que ejecutó con decoro por lo menos en 60 años y actualmente trabaja con creaciones Iruña y la marca Giotto diBone.

## Trayectoria
Salvador Nazzar gozó de grandes satisfacciones personales y profesionales. Su accionar se resume así:

### 1960: Gira en Venezuela
En Venezuela, la Cervecería Polar lo patrocino en 30 exhibiciones en las ciudades de Caracas, Valencia, San Cristóbal, Barquisimeto y Maracaibo, donde estuvo acompañado por el maestro Témilo Moran, campeón Centroamericano, a quien tuvo el honor de ganarle una partida de billar carambola libre en el club Rapallo, con una grandiosa serie de 426 carambolas de atacadas.

### 1961: Patrocinado en Panamá por la cervecería Balboa en 10 exhibiciones
Visitó Panamá y la cervecería Balboa le promocionó 10 exhibiciones en centros sociales. La última la hizo en una academia de Billar con el maestro ‘Mimo’ Martínez, a quien le ganó con impresionante serie de 248 carambolas de tocada. Después se enfrentó a la revolución juvenil ese país, en ese entonces, "peñita torres", en partida amistosa, peñita lo felicita por la serie americana, y la última actuación fue invitado al casino del palacio presidencial de Panamá, donde efectuó una excelente demostración de fantasía y serie americana.

### 1968: Logró el récord nacional de Billar carambola libre
Ante la invitación de la Federación Colombiana de billar para participar en un selectivo de carambola libre, en el Atlántico realiza un campeonato de departamental el 30 de diciembre de 1968 con el fin de escoger su representante y enviarlo al nacional, en dicho campeonato departamental Salvador enfrentó al señor Gustavo Gutiérrez, ganándole con una superserie de entrada de 500 carambolas de entrada, Logrando el título departamental con récord nacional incluido, la partida de billar carambola libre a nivel nacional que duró 25 minutos. El periódico el Heraldo de barranquilla, por la Federación Colombiana de Billar. publicó esta hazaña, que fue homologada por la federación colombiana de billar, entonces presidida por el doctor Arturo Torres, quien lo felicita efusiva mente por esa marca nacional.

### 1971: Campeón departamental
El presidente de la Liga del atlántico don Pompilio Gutiérrez, seleccionó como campeón departamental a Salvador Nazzar Nazzar para representar al departamento ante el certamen que se celebraría en Pereira, el 29 de julio de ese año, y así efectuar la posterior selección para el torneo internacional en Costa Rica, y poder representar a Colombia. El campeonato se inició en la capital risaraldense con una gran asistencia. La inauguración se llevó a cabo a partir de las 3:00 P. m., Con el maestro Mario críales (en representación de Cundinamarca) y Salador Nazzar Nazzar rn representación de (Atlántico). Este último fue el campeón con una serie de 384 de tacada y un final así: 500 Nazzar y 475 Críales en 15 entradas, fue un merecido triunfo de Nazzar haberle ganado al maestro Criales en un certamen.

### 1995: Le otorgaron el certificado de récord nacional
El 20 de octubre de 1995, el presidente de la Federación Colombiana de Billar, Antonio Molano Escobar, lo invitó a Bogotá donde se realizaba el Campeonato internacional auspiciado por la copa leona, y en medio de dicho campeonato le fue otorgado (una grandiosa satisfacción personal) el Pergamino Como el récord nacional de Colombia de 500 carambolas de tacada, siendo el primer latinoamericano en establecer esta maraca.

## Obras del escritor

### Historia del deporte en Colombia del siglo xx figuras deportivas

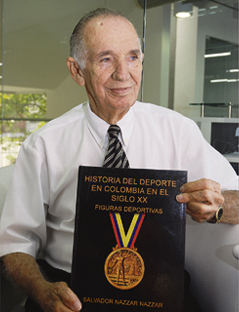
Familia

La Asociación Colombiana de Cronistas Deportivos (Acord), lo ha distinguido en dos ocasiones como Gloria Deportiva (2005 y 2008). Salvador Nazzar Nazzar, ejemplo de vitalidad, de amor por el arte en todas sus manifestaciones, publicó en 2008 el maravilloso libro HISTORIA DEL DEPORTE EN COLOMBIA EN EL SIGLO XX FIGURAS DEPORTIVAS”, un voluminoso y maravilloso libro en el que están las máximas estrellas que bañaron de gloria el nombre del país en diferentes escenarios nacionales o Internacionales en distintas disciplinas.
Son en total 19 disciplinas deportivas. Y los deportistas Figuran con sus datos biográficos, fotos y autógrafos, lo que constituye un documento histórico sin antecedentes bibliográficos en nuestro país en Colombia. Lo meritorio del caso es que Salvador Nazzar Nazzar empleo casi 20 años en la recolección de información, viajando por todo el territorio colombiano en busca de esos deportistas para entrevistarlos y fotografiarlos Fue una labor extenuante.

### Colombiano le rinde homenaje al cine mexicano
Salvador Nazzar Nazzar se embarcó en la empresa de investigar y escribir sobre las estrellas del país azteca. En esa tarea también se empleó más de tres lustros.
El resultado es Un Colombiano rinde homenaje al cine mexicano, un libro, con los datos las fotografías, las películas más relevantes, sus reconocimientos y las fechas de los fallecimientos de los actores, actrices y directores del cine mexicano.
Salvador Nazzar Nazzar tiene 87 años de edad y siguió vital y lúcido, cuenta con el prólogo del reconocido Fausto Pérez Villarreal periodista y escritor, dos veces premio Simón Bolívar nacional de periodismo, autor de 14 libros internacionales de España.quien ha sido su asesor, guía, amigo, prologuista, representante y managers, de sus libros,
Este libro se redactó con el propósito único de rendir un homenaje al cine mexicano. Salvador Nazzar Nazzar, su autor, solo pretende que los lectores que acudan a esta obra, conozcan o refresquen sus conocimientos sobre la cinematografía mexicana, este es el homenaje de un colombiano que no persigue ningún interés lucrativo

## Récord

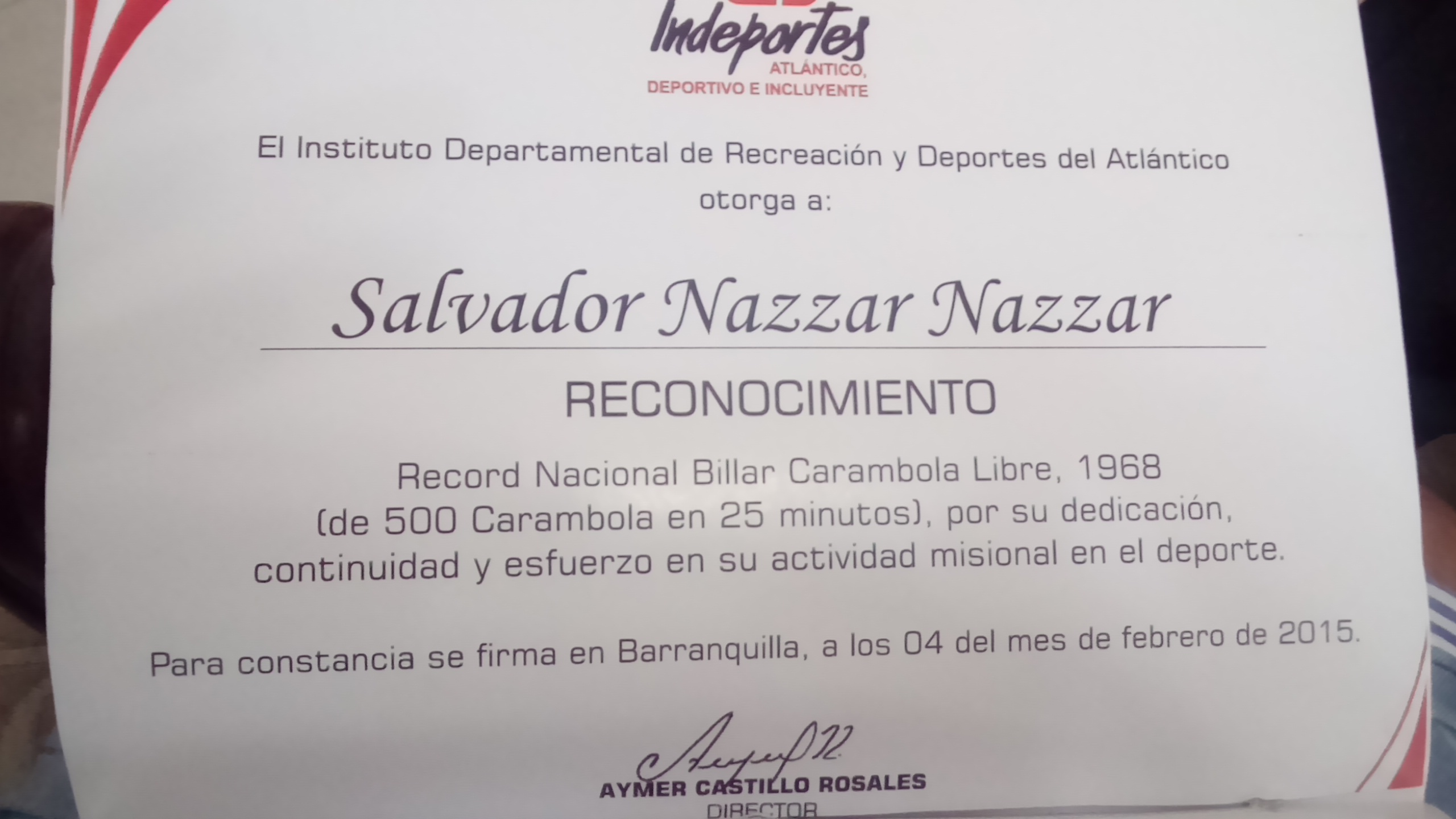
Certificado del Récord

Mayor serie ejecutada en 30 de diciembre de 1968 y homenajeada por la Federación Colombiana de Billar, el 20 de octubre de 1995, según Resolución 035 en Santafé de Bogotá en el campeonato Intencional Copa Leona reconociéndola la Federación en su carta del 12 de noviembre de 1999 siendo Colombia y América Latina una de las más connotadas figuras en el deporte del billar carambola libre, Récord que aún sigue vigente en el 2015.

## Reconocimientos
El 7 de junio de 2015 fue condecorado por el embajador de México el Doctor Arnulfo Valdivia Machuca en Colombia, el periodista y deportista magangueleño, Salvador Nazzar Nazzar, por su parte en la literatura del hermano país, al escribir el libro Un colombiano rinde homenaje al cine mexicano. El acto se llevó a cabo en el centro cultural Gabriel garcia Márquez de Bogotá, donde la embajada de México en Colombia presentó el libro. 
El expresidente Álvaro Uribe Vélez felicitó a Salvador Nazzar Nazzar por el importante esfuerzo investigativo del libro "HISTORIA DEL DEPORTE SIGLO XX FIGURAS DEPORTIVAS". También la Asamblea de disputados Duma lo felicita por el libro.
La asociación periodista y deportiva del Atlántico exalta a Salvador Nazzar Nazzar por sus triunfos, esfuerzos y disciplina en el departamento del Atlántico.
El presidente del canal deportivo de Caracol Noticias Javier Hernández Bonnet periodista y locutor deportivo , invita a Bluradio y canal caracol donde sale en las noticias el 3 de enero de 2014 y Felicita a Salvador Nazzar Nazzar por su Récord de billar carambola libre y por los libros, "Un colombiano le rinde homenaje al cine Mexicano" y "Historia del deporte en Colombia siglo XX figuras deportivas".
Salvador Nazzar Nazzar fue escogido por la asociación de periodistas como personaje del año en el 2000 por sus méritos Deportivos y como escritor.
El presidente de Accord de Bolívar, Armando López Buendía condecoro en diciembre del 2015, a Salvador Nazzar Nazzar cómo deportista récord nacional de Colombia en billar carambola libre, con un récord de 500 carambolas de tacadas, récord que aún sigue vigente en el año 2016 desde hace 48 años y que empató el récord mundial en el año 1950 del español Rafael García.
El 12 de junio se le hizo un homenaje en el Museo del Caribe del Atlántico, con dos grandes periodistas, Fausto Pérez Villarreal y Estewin Quesada, con la invitación de 20 periodistas estudiantiles en un conservatorio para entregarle al museo el libro, La historia del deporte del siglo XX en Colombia, para exhibirlo alas nueva generaciones, como una reliquia deportiva. 
El domingo 19 de agosto del 1956 a las 3 p. m., en el Club Social Colombia, con la presentación de Jorge Pulido, campeón nacional de fantasía y clásica y su campeón nacional de libre, que enfrentará a Salvador Nazzar Nazzar , más conocido como El Diablo del taco, evento que fue autorizado por un hijo Magangueleño el obispo Villanueva , Quién dijo que sería muy difícil vencer a nuestro campeón Magangueleño de pura cepa, Salvador Nazzar  , el evento contó con la presencia de militares, civiles y eclesiásticos, la entrada con un costo de $2, para beneficio de la construcción del templo de Nuestra Señora de la Candelaria.
Salvador Nazzar Nazzar, fue el autor de esta obra, Historia del deporte en Colombia en el siglo XX, el único primero y último libro en la historia del deporte en Colombia, con 19 disciplinas y autógrafos de cada deportista, esta obra la hizo con peculio propio, sin cooperación del departamento, ni privada, ni del estado, con el fin de dejarle a Colombia, un legado deportivo, esta obra se encuentra en los planteles educativos y en el Museo del Caribe de Barranquilla, en Bogotá y en Medellín.